# 8631 Sherikboonstra
8631 Sherikboonstra è un asteroide della fascia principale. Scoperto nel 1981, presenta un'orbita caratterizzata da un semiasse maggiore pari a 2,2567939 au e da un'eccentricità di 0,0334519, inclinata di 5,97655° rispetto all'eclittica.